# 島根県道254号はまだリゾート線
島根県道254号はまだリゾート線（しまねけんどう254ごう はまだリゾートせん）は、島根県浜田市を通る一般県道である。

## 概要
浜田市久代町から浜田市宇野町に至る。

### 路線データ
- 起点：浜田市久代町（海浜公園入口交差点、国道9号交点）
- 終点：浜田市宇野町（島根県道50号田所国府線交点）

## 歴史
- 1995年（平成7年）4月4日 - 島根県告示第341号により認定される。

## 地理

### 通過する自治体
- 浜田市

### 交差する道路
| 交差する道路                                        | 交差する場所 | 交差する場所              |
| --------------------------------------------------- | ------------ | ------------------------- |
| 国道9号 国道186号 重複                              | 久代町       | 海浜公園入口交差点 / 起点 |
| E9 山陰自動車道 / 江津道路                          | 上府町       | 浜田東IC                  |
| 島根県道50号田所国府線 島根県道299号下府江津線 重複 | 宇野町       | 終点                      |

### 交差する鉄道
- 山陰本線

### 沿線
- サンビレッジ浜田
- 浜田ゴルフリンクス
- 島根県立石見海浜公園
- 国鉄今福線（戦前建設線）未成線跡地